# Marco Uccellini
Marco Uccellini (* 1603 oder 1610 in Forlimpopoli bei Forlì; † 11. September 1680 ebenda) war ein italienischer Violinist, Kapellmeister und Komponist des Barocks.

## Leben
Nach seiner Ausbildung in Assisi zog es ihn 1639 nach Modena. 1641 übertrug man ihm dort die musikalische Leitung der Hofkapelle von Francesco I. d’Este und 1647 auch die Funktion des Kapellmeisters an der Kathedrale San Geminiano. Diese Posten hatte er bis 1665 inne. Danach war er Kapellmeister am Hofe von Ranuccio II. Farnese in Parma, der Isabella d’Este geheiratet hatte. Seine sämtlichen dort komponierten Opern und Ballettmusiken sind verschollen.
Uccellini war ebenfalls ein wichtiger Komponist von Instrumentalmusik und hinterließ mehr als 300 Werke. Von der Musik, die er für die beiden Adelsfamilien schrieb, in deren Dienst er war, blieb nichts erhalten. Lediglich die gedruckten Werke lassen eine musikgeschichtliche Einordnung zu. Hier nimmt er eine wichtige Stellung in der Entwicklung der Violinsonate ein. Uccellinis Sonaten Opp. 4 und 5 erreichten den höchsten technischen Entwicklungsstand des Violinspiels, vor den Sonaten Johann Heinrich Schmelzers und Heinrich Ignaz Franz Bibers. In einigen Werken setzte er die Skordatur ein, diese Werke gehören zu den ersten Veröffentlichungen, in denen diese Technik angewandt wurde. Mit Sequenzierung durch den Quintenzirkel übte er Einfluss auf die kommenden Generationen aus. Generell werden fast durchwegs Phrasen variiert und sequenziert, sodass dieses durchgehaltene Gestaltungsmittel die Kontraste zwischen den Abschnitten abschwächt und ein einheitlicheres Ganzes entsteht als in den Sonaten der Vorgängergeneration.

## Werke

### Werke mit Opuszahl
- Op. 2: Sonate, Sinfonie et Correnti, a 2–4, bc (1639)
- Op. 3: Sonate, Arie et Correnti à 2 e 3 per sonare per diversi Istromenti (Venedig 1642)
- Op. 4: Sonate, Correnti et Arie da Farsi con diversi Stromenti sì da Camera come da Chiesa, à uno, à due, & à trè (Venedig 1645)
- Op. 5: Sonate over Canzoni da Farsi à Violino solo, & Basso continuo (Venedig 1649)
- Op. 6: Salmi, 1, 3–5vv, bc, concertante parte con Instrumenti e parte senza, con Letanie della beata Virgine, 5vv, bc (1654)
- Op. 7: Ozio regio: Compositioni armoniche sopra il Violino e diversi altri Strumenti, a 1–6, bc (Venedig 1660)
- Op. 9: Sinfonici concerti brevi e facili, a 1–4 (1667)
- Op. 8: Sinfonie boscareccie a Violino solo, e Basso, con l'Agiunta di due altri Violini ad Libitum, per poter sonare à due, à trè, è à quattro conforme piacerà (Antwerpen 1669)

### Opern und Ballette
- Le Navi d’Enea, Ballet, Parma, 1673
- Gli Eventi di Filandro ad Edessa, Oper, Parma, im Collegio dei Nobili, 1675
- Il Giove d’Elide fulminato, Ballett, Parma, 1677